# Алън Дейл
Алън Хюз Дейл (на английски: Alan Hughes Dale) (роден на 6 май 1947 г.) е новозеландски актьор.
Сестрата на Алън е майка на певицата Кайли Миноуг. Още от съвсем малък заедно със сестра си участват в театъра, в който майка им работи. Кариерата му обаче започва през 1979 г. в Мелбърн, Австралия, когато отива да живее при сестра си. От 1990 г. е женен за бившата мис Австралия Трейси Пиърсън.

## Частична филмография

### Филми
- 2002: „Стар Трек: Възмездието“ – Прейтър Хирън
- 2003: „Холивудски ченгета“ – Командир Престън
- 2004: „След залеза“ – Шефът на охраната
- 2008: „Индиана Джоунс и кралството на кристалния череп“ – Генерал Рос
- 2011: „Мъжете, които мразеха жените“ – Детектив Айзъксън
- 2014: „Капитан Америка: Завръщането на първия отмъстител“ – Съветник Рокуел
- 2015: „Антураж“ – Джон Елис

### Телевизия
- 1985 – 2019: „Съседи“ – Джим Робинсън
- 2000 – 2001: „Спешно отделение“ – Ал Патерсън
- 2002: „Досиетата Х“ – Човекът с клечката
- 2002: „Американски мечти“ – Капитан Андрюс
- 2002: „Адвокатите“ – Съдия Робърт Бренфорд
- 2002 – 2003: „Западното крило“ – Секретар на търговията Мич Брайс
- 2003: „Военна прокуратура“ – Том Мороу
- 2003: „От местопрестъплението: Маями“ – Генерал Дубай
- 2003 – 2004: „24“ – Вицепрезидент Джим Прескот
- 2003 – 2005: „Ориндж Каунти“ – Кейлъб Никъл
- 2003 – 2016: „Военни престъпления“ – Том Мороу
- 2004: „Среща с Джордан“ – Карл Лоуган
- 2005: „Петият пръстен“ – Реймънд Меткалф
- 2006 – 2010: „Изгубени“ – Чарлс Уидмор
- 2006 – 2007: „Грозната Бети“ – Брадфорд Мийд
- 2008 – 2011: „Антураж“ – Джон Елис
- 2009: „Закон и ред: Специални разследвания“ – Съдия Коулър
- 2010: „Извън играта“ – Г-н Боклейдж
- 2010: „Агенти под прикритие“ – Джеймс Келвин
- 2011: „Секс до дупка“ – Лойд Алън Филипс младши
- 2011 – 2017: „Имало едно време“ – Крал Джордж/Албърт Спенсър
- 2012 – 2013: „Жега в Кливланд“ – Сър Емет Лоусън
- 2013: „Скрити доказателства“ – Емет Харингтън
- 2014: „Ангели от ада“ – Генерал Едуард Райзън
- 2016: „От местопрестъплението: Кибер атаки“ – Ричард Марголин
- 2017: „Вътрешна сигурност“ – Президент Морз
- 2017–понастоящем: „Династия“ – Джоузеф Андърс
- 2019: „Приключенията на Рапунцел и разбойника“ – Свещеник